# Nonoava
Nonoava är en kommun i Mexiko.   Den ligger i delstaten Chihuahua, i den nordvästra delen av landet, 1 200 km nordväst om huvudstaden Mexico City. Antalet invånare är 2 810. Arean är 2 693 kvadratkilometer.
Terrängen i Nonoava är huvudsakligen kuperad, men åt sydost är den bergig.
Följande samhällen finns i Nonoava:
- Humariza